# 志撫子臨時乘降場

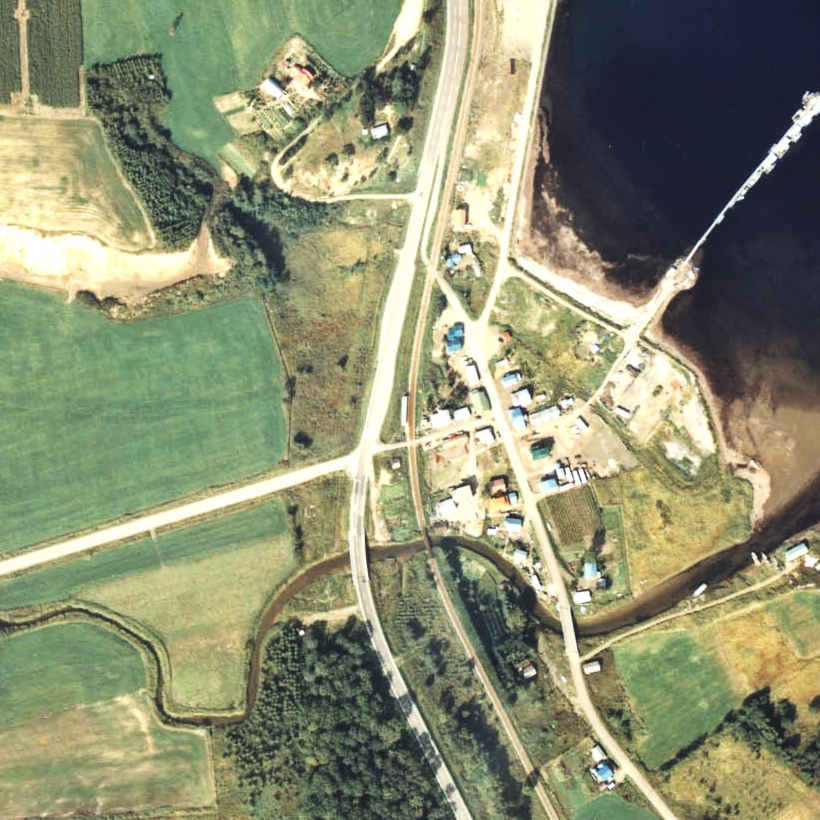
1977年的志撫子臨時乘降場和方圓約500米範圍。下方是網走方向。右邊是志撫子漁港和佐呂間湖。圖中可看見路軌側有一條白色長條形構造物，該處為月台與候車室，白色物體的屋頂。

志撫子臨時乘降場（日语：／ Shibushi karijōkō-ba */?）是位於北海道紋別郡湧別町字志撫子，日本國有鐵道（國鐵）的湧網線臨時乘降場（廢站）。隨著湧網線廢線，臨時乘降場在1987年（昭和62年）3月20日廢除。
部分普通列車通過此站，截至1986年（昭和61年）3月3日時間表修正，下行1班列車通過此站。

## 歷史
- 1955年（昭和30年）12月25日 - 日本國有鐵道湧網線志撫子臨時乘降場（局（日语：鉄道管理局）設定）啟用[1]。
- 1987年（昭和62年）3月20日 - 湧網線全線廢除，此站也廢除[1]。

## 車站構造
截至車站廢除前，車站是一座地面車站，設有1面1線的單式月台。在廢除前，此站為臨時乘降場，因此為無人車站。

## 站名的由來
此臨時乘降場的名稱取自當地地名。地名源自阿伊努語的「シュプン・ウシ」（許多珠星三塊魚的河流）。指的是志撫子川。

## 車站周邊
- 國道238號（日语：国道238号）（鄂霍次克國道）[4]
- 志撫子川[4]
- 佐呂間湖[4]
- 水芭蕉（日语：ミズバショウ）群生地
- 湧別町營巴士（日语：湧別町営バス）「志撫子濱」巴士站

## 現況
截至2011年（平成23年），車站遺址變成空地，舊路軌用作建成柵欄。

## 相鄰車站
日本國有鐵道
湧網線 
芭露－志撫子臨時乘降場－計呂地

## 注腳
1. 1 2 3 4  石野哲（編）. . JTB. 1998: 915. ISBN 978-4-533-02980-6 （日语）.
2. ↑  太田幸夫. . 富士Comtem. 2004-2: 216. ISBN 978-4893915498 （日语）.
3. 1 2  太田幸夫. . 富士Comtem. 2004-2: 168. ISBN 978-4893915498 （日语）.
4. 1 2 3  . 地勢堂. 1980-3: 19 （日语）.
5. ↑  本久公洋. . 北海道新聞社. 2011-9: 99. ISBN 978-4894536128 （日语）.